# Vishishtadvaita

Sri Ramanujacharya, pioneiro do Vishishtadvaita Vedanta e o principal Jeeyar de Sri Vaishnava Sampradaya.

Vishishtadvaita (IAST Viśiṣṭādvaita ; em sânscrito:  विशिष्टाद्वैत) é uma das escolas mais populares da escola Vedanta de filosofia hindu. Vedanta significa literalmente o fim dos Vedas. VishishtAdvaita (literalmente "Advaita com individualidade; qualificações") é uma escola não dualista da filosofia do Vedanta. É o não dualismo do todo qualificado, no qual apenas Brâman existe, mas é caracterizado pela multiplicidade. Pode ser descrito como monismo qualificado ou não dualismo qualificado ou monismo atributivo. Também é relacionado como uma forma de panenteísmo. É uma escola da filosofia vedanta que acredita em toda a diversidade subordinada a uma unidade subjacente.
Ramanuja, o principal proponente da filosofia Vishishtadvaita, afirma que os Prasthanatrayi ("Os três cursos"), ou seja, os Upanishads, o Bhagavad Gita e os Brahma Sutras, devem ser interpretados de uma maneira que mostre essa unidade na diversidade, pois qualquer outro meio violaria a consistência deles. Vedanta Desika define Vishishtadvaita usando a declaração Asesha Chit-Achit Prakaaram Brahmaikameva Tatvam: Brahman, como qualificado pelos modos (ou atributos) senciente e insenciente, é a única realidade.

## Filósofos
Considera-se que o pensamento vishishtadváitico existe há muito tempo e supõe-se que os primeiros trabalhos não estejam mais disponíveis. Os nomes dos primeiros desses filósofos são conhecidos apenas através do Vedartha Sangraham de Ramanuja. Bodhayana, Dramida, Tanka, Guhadeva, Kapardi e Bharuci, os mais proeminentes na linha dos filósofos considerados como tendo exposto o sistema visishtadváitico.
Considera-se que Bodhayana escreveu um extenso vritti (comentário) sobre os Purva e Uttara Mimamsas. Tanka é atribuído por ter escrito comentários sobre a Chandogya Upanishad e Brahma Sutras. Nathamuni, do século IX d.C., o principal acharya dos vaishnavas, coletou os prabandhas em tâmil, classificou-os, fez a redação, dispôs os hinos à música e os espalhou por toda parte. Diz-se que ele recebeu os hinos divinos diretamente de Nammalvar, o principal dos doze alvars, por uma visão iogue do templo em Alwar Thirunagari, localizado perto de Tirunelveli, no sul da Índia. Yamunacharya renunciou à realeza e passou seus últimos dias a serviço do Senhor em Srirangam e colocando os fundamentos da filosofia Vishishtadvaita, escrevendo quatro obras básicas sobre o assunto.
Ramanuja é o principal proponente da filosofia Vishishtadvaita. Considera-se que a própria filosofia existia muito antes do tempo de Ramanuja. Ramanuja continua na linha de pensamento de seus predecessores enquanto expõe o conhecimento expresso nos Upanishads, Brahma Sutras e Bhagavad Gita. Vedanta Desika e Pillai Lokacharya, discípulos da tradição de Ramanuja, tiveram pequenas divergências não sobre a filosofia, mas sobre alguns aspectos da teologia, dando origem às escolas de pensamento Vadakalai e Thenkalai, conforme explicado abaixo.
Swaminarayan, o fundador do Swaminarayan Sampraday, também propagou essa filosofia e baseou o Swaminarayan Sampraday (cujo nome original é Uddhava Sampraday) nesses ideais.

## Princípios fundamentais
Há três princípios chave do Vishishtadvaita:
- Tattva: O conhecimento das três entidades reais, a saber, jiva (almas vivas; o senciente); ajiva (o não-senciente) e Ishvara (Vishnu-Narayana ou Parahbrahman, criador e controlador do mundo).
- Hita: Os meios de realização, como através de bhakti (devoção) e prapatti (autorrendição).
- Purushartha: O objetivo a ser alcançado, como moksha ou libertação da escravidão.

## Epistemologia

### Pramanas
Pramana refere-se ao conhecimento correto, alcançado por um raciocínio completo, de qualquer objeto. Pramana ("fontes de conhecimento", em sânscrito) faz parte de um triputi (trio).
1. Pramatir, o sujeito; o conhecedor do conhecimento
2. Pramana, a causa ou os meios do conhecimento
3. Prameya, o objeto do conhecimento

No Vishishtadvaita Vedanta, apenas os três pramanas a seguir são aceitos como meio válido de conhecimento:
- Pratyaksa - o conhecimento adquirido por meio da percepção. Percepção refere-se ao conhecimento obtido pela cognição de objetos externos com base na percepção sensorial. No uso moderno, isso incluirá também o conhecimento obtido por meio da observação através de instrumentos científicos, uma vez que eles são uma extensão da percepção.
- Anumana - o conhecimento adquirido por meio de inferência . Inferência refere-se ao conhecimento obtido pelo raciocínio e análise dedutivos.
- Shabda - o conhecimento adquirido por meio do shruti. Shruti refere-se ao conhecimento adquirido nas escrituras - principalmente os Upanishads, os Brahma Sutras e o Bhagavad Gita.

#### Regras da epistemologia
Existem três regras de hierarquia quando há conflito aparente entre os três modos de aquisição de conhecimento:
- Shabda ou Shruti, Pramana ocupa a posição mais alta em assuntos que não podem ser resolvidos ou resolvidos por pratyaksa (percepção) ou por anumana (inferência).
- Anumana ocupa a próxima posição. Quando um problema não pode ser resolvido apenas pela percepção sensorial, ele é resolvido com base na inferência, ou seja, qual for o argumento mais lógico.
- Quando pratyaksa cede uma posição definitiva sobre uma questão específica, essa percepção não pode ser ignorada interpretando Shabda de uma maneira que viola essa percepção.

## Metafísica

### Ontologia
A ontologia em Vishishtadvaita consiste em explicar a relação entre Ishvara (Parabrahman), os seres sencientes (chit-brahman) e o universo insenciente (achit-brahman). No sentido mais amplo, Ishvara é a Alma Universal do corpo panorganístico que consiste no Universo e nos seres sencientes. As três entidades ontológicas são descritas abaixo:

#### Ishvara
Ishvara (denotado por Vishnu-Narayana) é o Espírito Cósmico Supremo que mantém controle completo sobre o Universo e todos os seres sencientes, que juntos também formam o corpo panorganístico de Ishvara. A tríade de Ishvara, juntamente com o universo e os seres sencientes, é Brahman, o que significa a totalidade da existência. Ishvara é Parabrahman dotado de inúmeras qualidades auspiciosas (Kalyana Gunas). Ishvara é perfeito, onisciente, onipresente, incorpóreo, independente, o criador do universo, seu governante ativo e também seu eventual destruidor. Ele é sem causa, eterno e imutável - e ainda assim é a causa material e eficiente do universo e dos seres sencientes. Ele é imanente (como a brancura no leite) e transcendente (como um relojoeiro independente de um relógio). Ele é o assunto da adoração. Ele é a base da moralidade e doador dos frutos do seu Karma. Ele governa o mundo com Sua Maiá - Seu poder divino.
Ishvara é considerado como tendo uma característica dupla: ele é o residente interno de todos os seres e todos os seres habitam em Ishvara.
Quando Ishvara é pensado como o morador interno de todos os seres, ele é chamado de Paramatman, ou o Eu (Self) mais íntimo de todos os seres. Quando Ishvara é pensado como o todo abrangente e a residência de todos os seres, ou seja, todos os seres residem em Ishvara, ele é chamado de Paramapurusha. Os seres sencientes e o universo insenciente que fazem parte do corpo panorganístico de Ishvara são encapsulados por Ishvara.
Aquele que habita a água e ainda que está dentro da água, a quem a água não conhece, cuja corpo é a água e quem controla a água por dentro - Ele é o seu Self, o Controlador Interno, o Imortal.
Aquele que habita o sol e ainda que está dentro do sol, a quem o sol não conhece, cujo corpo é o sol e quem controla o sol por dentro - Ele é o seu Self, o Controlador Interno, o Imortal - Brihadaranyaka Upanishad 3.7.4- 14     

#### Chit
Chit é o mundo dos seres sencientes, ou das entidades que possuem consciência. É semelhante ao sistema Purusha de Samkhya. Os seres sencientes são chamados Jīvās e são possuidores da consciência individual, como indicado pelo "eu". O escopo de Chit refere-se a todos os seres com uma consciência de "eu", ou mais especificamente autoconsciência. Portanto, todas as entidades que estão cientes de sua própria existência individual são denotadas como chit. Isso se chama Dharmi-jnana ou consciência substantiva. Os seres sencientes também possuem níveis variados de Dharma-bhuta-jnana ou consciência atributiva.
Os jivas possuem três tipos diferentes de existência:
- Nityas, ou os Jivas eternamente livres que nunca estiveram em Samsara
- Muktas, ou Jivas que já estiveram em Samsara, mas são livres
- Baddhas, ou os Jivas que ainda estão em Samsara

Achit é o mundo das entidades insencientes, denotadas pela matéria ou, mais especificamente, pelo universo não consciente. É semelhante ao sistema Prakriti de Samkhya.

#### Brahman
Há uma diferença sutil entre Ishvara e Brahman. Ishvara é a parte substantiva de Brahman, enquanto jivas e jagat são seus modos (também atributos secundários), e kalyanagunas (atributos auspiciosos) são os atributos primários. Os atributos secundários se manifestam no estado de efeito quando o mundo é diferenciado por nome e forma. Os kalyanagunas são eternamente manifestos.
Brahman é a descrição de Ishvara quando compreendido em plenitude - isto é, uma visão simultânea de Ishvara com todos os seus modos e atributos.
O relacionamento entre Brahman e Jivas, Jagat é expresso por Rāmānujā de várias maneiras. Ele chama esse relacionamento como um dos seguintes:
- sharIra/sharIrI (शरीर / शरीरी) (corpo/morador);
- prakAra/prakArI (atributo ou modo/substância);
- ‌shesha/sheshi (possuído/proprietário);
- amsha/amshI (parte/todo);
- AdhAradeya/sambandha (apoiador/apoiado);
- niyamya/niyanta (controlado/controlador);
- rashksya/rakshaka (redimido/redentor);

Esses relacionamentos podem ser experimentados tomando-se Brahman como pai, filho, mãe, irmã, esposa, marido, amigo, amante e senhor. Portanto, Brahman é um ser pessoal.

##### Nirguna Brahman e Sarguna Brahman
Ramanuja argumenta veementemente contra a compreensão de Brahman como um sem atributos. Brahman é Nirguna (do sânscrito, sem distinção ou sem atributos) no sentido de que qualidades impuras não o tocam. Ele fornece três razões válidas para defender tal alegação:
Shruti/Shabda Pramana: Todos os shrutis e shabdas que indicam Brahman sempre listam atributos inerentes a Brahman ou não inerentes a Brahman. Os shrutis buscam apenas negar que Brahman possua qualidades impuras e defeituosas que afetam o mundo dos seres. Há evidências nos shrutis a esse respeito. Os shrutis proclamam Brahman para além dos tri-gunas que são observados. Entretanto, Brahman possui um número infinito de atributos transcendentais, cuja evidência é dada em vakhyas como "satyam jnanam anantam Brahma" (Taittiriya Upanishad).
Pratyaksha Pramana: Ramanuja afirma que "uma cognição sem conteúdo é impossível". E toda cognição deve necessariamente envolver conhecer Brahman através dos atributos de Brahman.
Anumana Pramana: Ramanuja afirma que Nirgunatva" se torna um atributo de Brahman, devido à singularidade de nenhuma outra entidade ser Nirguna. Ramanuja tinha simplificado o relacionamento entre bramha e alma. Segundo ele, embora a alma seja parte integrante de bramha, ela tem existência independente.
O Absoluto visto como Sarguna Brahman (sarguna significando "com qualidades") descreve seus atributos infinitos imanentes e a presença divina manifesta.

### Teoria da Existência
As três entidades ontológicas, ou seja, Ishvara, Chit e Achit, são fundamentalmente reais. Isso mantém a doutrina de Satkaryavada como contraposição a Asatkaryavada.
Resumidamente,
- Satkaryavada é a pré-existência do efeito na causa. Ela afirma que karya (efeito) é sat ou real. Está presente em karana (causa) em uma forma potencial, mesmo antes de sua manifestação.
- Asatkaryavada é a inexistência do efeito na causa. Ela sustenta que karya (efeito) é asat ou irreal até que ele se manifeste. Todo efeito, então, é um novo começo e não nasce da causa.

Mais especificamente, o efeito é uma modificação do que existe na causa e não envolve a entrada de novas entidades. Isso é chamado de parinamavada ou evolução do efeito a partir da causa. Essa doutrina é comum ao sistema Samkhya e ao sistema Vishishtadvaita. O sistema Samkhya adere ao Prakriti-Parinama vada, enquanto Vishishtadvaita é uma forma modificada do Brahma-Parinama vada.

#### Kārya and kārana
A kārana (causa) e kārya (efeito) no Vishishtadvaita é diferente de outros sistemas de filosofia indiana. Brahman é ambos kārana (causa) e o kārya (efeito). Brahman como a causa não se torna o Universo como o efeito.
Brahman é assinalado com duas kāranatvas (formas de ser a causa):
1. Nimitta kāranatva — Ser a Causa eficiente/instrumental. Por exemplo, um ourives é atribuído Nimitta kāranatva, conforme atua como fabricante de joias e, assim, torna-se a causa instrumental da joalheria.
2. Upādāna kāranatva — Ser a Causa material. Por exemplo, o ouro é atribuído Upādāna kāranatva, conforme age como o material das joias e, assim, se torna a causa material da joalheria.

Segundo o Vishishtadvaita, o Universo e os sencientes sempre existem. No entanto, eles começam em um estado sutil e passam por transformação. O estado sutil é chamado estado causal, enquanto o estado transformado é chamado estado de efeito. O estado causal é quando Brahman internamente não é distinguível por nome e forma.
Pode-se dizer que Vishishtadvaita segue Brahma-Prakara-Parinama Vada. Ou seja, são os modos (Jivas e Jagath) de Brahman que estão em evolução. A causa e o efeito referem-se apenas à transformação do corpo panorganístico. Brahman como o Eu Universal é imutável e eterno.
Brahman tendo as entidades sutis (sūkshma) chit e achit como seu Saareeram/Prakaaram (corpo/modo) antes da manifestação é o mesmo Brahman tendo as entidades expandidas (stūla) chit e achit como Saareeram/Prakaaram (corpo/modo) após a manifestação.
A característica essencial é que a entidade subjacente é a mesma, as alterações estão na descrição dessa entidade.
Por exemplo, Jack era um bebê. Jack era um garoto pequeno. Jack era uma pessoa de meia idade. Jack era um homem velho. Jack está morto. O corpo de uma única personalidade chamada Jack é descrito como uma mudança contínua. Jack não se torna "James" por causa da mudança.

## Ética
A filosofia da escola Sri Vaishnavismo, um ramo do Vaishnavismo derivado de Ramanuja, segue os conceitos vishishtadváticos de que as almas e matéria são apenas o corpo de Deus. A criação é um ato real de Deus, é a expansão da inteligência e a matéria é fundamentalmente real e sofre revelação real. A Alma é um modo superior à Matéria, porque é consciente; também é eternamente real e eternamente distinto. A libertação final advém pela graça do Senhor, após a morte do corpo é uma comunhão com Deus. Essa filosofia acredita na libertação através dos karmas (ações) de acordo com os Vedas, o sistema Varna ( casta ou classe) e os quatro Ashramas (estágios da vida), juntamente com intensa devoção a Vishnu. As almas individuais mantêm suas identidades separadas, mesmo depois de moksha. Eles vivem em comunhão com Deus, servindo ou meditando sobre ele.

## Interpretação dos Mahāvākyas
Diversos trechos das escrituras sagradas indianas foram comentados e interpretados por Ramanuja segundo seu sistema, como em debates e nas suas obras Vedārtha Sangraha, Sri Bhasya e Bhagavad Gita Bhāshya. Em especial, os chamados Grandes Ditos (Mahāvākyas) dos Upanishades:
1. sarvam khalv idam brahma, da Chandogya Upanishad 3.14.1
Traduzido literalmente, significa Tudo isso é Brahman. O trecho é seguido por "tajallan iti santa upasita", "Este universo é nascido em, sustentado por e dissolvido em Brahman", o que qualifica o universo e o distingue, segundo Ramanuja, significando que "As coisas neste Samsara não estão existindo de modo severo, mas como pérolas amarradas em um fio; elas são interpenetradas por Brahman e mantidas como uma unidade sem prejudicar sua multiplicidade".
A ontologia do sistema Vishishtadvaita consiste em:
a. Ishvara é Para-brahman com infinitas qualidades superlativas, cuja natureza substantiva transmite a existência aos modos.
b. Jivas são chit-brahman ou seres sencientes (que possuem consciência). São os modos de Brahman que mostram consciência.
c. Jagat é achit-brahman ou matéria/universo (que não são conscientes). Eles são o modo de Brahman que no conscientes.
Brahman é transcendente e inclui o conjunto composto da tríade atributiva que consiste em Ishvara, juntamente com seus modos, isto é, Jivas e Jagat.
2. ayam ātmā brahma, da Mandukya Upanishad 1.2
Traduzido literalmente, significa que o Self é Brahman. Da afirmação anterior, segue-se que, por tudo ser Brahman, o si não é diferente de Brahman.
3. Tat tvam asi da Chandogya Upanishad 6.8.7
Traduzido literalmente, significa Aquilo tu és.
Aquilo refere-se a Brahman e tu se refere a jiva.
Rāmānujā escolhe assumir a posição de identidade universal. Ele interpreta essa passagem como a subsistência de todos os atributos em um substrato comum subjacente. Isso é conhecido como samānādhikaranya. Assim, Rāmānujā diz que o objetivo da passagem é mostrar a unidade de todos os seres em uma base comum. Ishvara (Parabrahman), que é o Espírito Cósmico do corpo panorganístico que consiste no Universo e nos seres sencientes, também é simultaneamente o eu mais íntimo (Atmān) de cada ser senciente (Jīvā). Todos os corpos, o Cósmico e o indivíduo, são mantidos em um relacionamento adjetivo inseparável (aprthak-siddhi) no único Isvara.
Tat Tvam Asi declara essa unidade de Isvara.
Quando várias entidades apontam para um único objeto, o relacionamento é estabelecido como uma substância e seus atributos. Por exemplo, em uma declaração:
Jack é um menino alto e inteligente. Os descritores altura, inteligência e menino se referem a um Jack subjacente comum
Os descritores altura, inteligência e menino se referem a um Jack subjacente comum
Da mesma forma, quando os Upanishads declaram que Brahman é o Universo, Purusha, Self, Prana, Vayu e assim por diante, as entidades são atributos ou modos de Brahman.
Se a afirmação tat tvam asi é entendida como apenas o eu é brahman, então sarvam khalv idam brahma (Tudo é Brahman) não fará sentido.

### Noções básicas sobre Neti-Neti
Neti neti (um sândi para "não é assim") é um conceito upanixádico que é empregado ao tentar conhecer Brahman. O objetivo deste exercício é entendido de várias maneiras diferentes e também influencia o entendimento de Brahman. No sentido geral, essa frase é aceita para se referir à natureza indescritível de Brahman, que está além de todas as racionalizações.
A passagem Taittiriya Upanishad 2-9-1 "yato vacho nivartanthe .." (as palavras recuam, a mente não pode compreender ...) etc., afirma o mesmo conceito em relação a Brahman. A interpretação visishtadvaita é que essas passagens não indicam um buraco negro, mas a incompletude de qualquer afirmação, pensamento ou conceito referente a Brahman. Brahman é isso e muito mais. Esta interpretação é consistente com "sarvam kalvidam brahma". Antaryami Brahmanam da passagem Brihadaranyaka Upanishad "yasya prithvi sariram yasya atma sariram" também é interpretado para mostrar que Brahman não é um ponto zero - "nirvisesha chinmatra" (uma entidade que não tem nada exceto existência).
A interpretação típica de Neti-Neti é "não é isso, não é isso" ou "nem isso, nem aquilo". É uma frase significava para transmitir a inexpressibilidade de Brahman em palavras e a futilidade de tentar aproximar Brahman com modelos conceituais .No Visishtadvaita, a frase é tomada no sentido de não apenas isso, não apenas assim ou não apenas isso, não apenas aquilo. Isso significa que Brahman não pode ser restrito a uma descrição específica ou a algumas descrições específicas. Consequentemente, entende-se que Brahman possui qualidades infinitas e cada uma dessas qualidades é infinita em extensão.

## Objetivo da existência humana
O propósito ou objetivo da existência humana é chamado purushartha. De acordo com os Vedas, existem quatro objetivos: artha (riqueza), kama (prazer), dharma (justiça) e moksha (liberdade permanente da escravidão do mundo). De acordo com essa filosofia, os três primeiros objetivos não são um fim por si mesmos, mas precisam ser perseguidos com o ideal de atingir moksha, libertação ou liberação do samsara.

### Bhakti como o meio de alcançar moksha
Bhakti (devoção) é o único meio de libertação em Vishishtadvaita. Através de Bhakti, um Jiva ascende a Vaikuntha, onde continua a deleitar-se em Seu serviço em um corpo que é sat cit ananda (espiritual). Karma Yoga e Jnana Yoga são subprocessos de Bhakti, rendição total, à medida que o devoto adquire o conhecimento de que o Senhor é o eu interior. Um devoto percebe seu próprio estado como dependente e apoiado por, e sendo liderado pelo Senhor, que é o Mestre. Deve-se levar uma vida como instrumento do Senhor, oferecendo todo o seu pensamento, palavra e ação aos pés do Senhor. Deve-se ver o Senhor em tudo e tudo Nele. Esta é a unidade na diversidade alcançada através da devoção. Sri Ramanuja aceita Saranagati, a rendição total aos pés de lótus do Senhor, com um meio auxiliar para se obter Bhakti.

## Tradições seguindo Vishishtadvaita

### Visishtadvaita e Sri Vaishnavismo
Ramanuja é considerado o filósofo central do Sri Vaishnavismo, tradição hindu atribuída a Nathamuni no século X e que reverencia a deusa Lakshmi (referida pelo termo Sri, que também significa "sagrado") e Vishnu juntos. Em termos de teologia, Ramanujacharya expõe a visão de que tanto a Deusa Suprema Lakshmi quanto o Deus Supremo Narayana juntos constituem Brahman - o Absoluto. Sri Lakshmi é a personificação feminina de Brahman e Narayana é a personificação masculina de Brahman, mas ambos são inseparáveis, co-eternos, co-absolutos e sempre são substancialmente um. Assim, em referência a esses aspectos duplos de Brahman, o Supremo é referido no Sri Vaishnava Sampradaya como Sriman Narayana.
A diferença mais marcante entre Srivaishnavas e outros grupos Vaishnava reside na sua interpretação dos Vedas. Enquanto outros grupos vaishnavas interpretam divindades védicas como Indra, Savitar, Bhaga, Rudra etc. como iguais aos seus homólogos purânicos, os srivaishnavas consideram esses nomes/papéis/formas diferentes do Senhor Narayan, citando razões sólidas, alegando que todo o Veda é dedicado apenas à adoração a Vishnu. Os Srivaishnavas remodelaram os homas de Pancharatra como homa Sudarshana, etc. para incluir neles Suktas védicos como Rudram, dando-lhes uma visão védica.

### Escolas de pensamento Thenkalai e Vadakalai
Por volta do século XVI, a tradição se dividiu em duas sub-tradições, chamadas Vedakalai (que dava ao Veda preferência primária) e Thenkalai (que dava ao Divya Prabhandham preferência primária). A seita Vadakalai do Sri Vaishnavismo associa-se a Vedanta Desikan e Ramanujacharya. Vedanta Desikan é um dos principais estudiosos e filósofos eruditos da Índia medieval, que escreveu mais de uma centena de obras em sânscrito e tâmil, prácrito e manipravala. Pillai Lokacharya, que significa literalmente "Professor para o mundo inteiro", é uma das principais luzes da filosofia do Sri Vaishnava Vedanta, e a seita Tenkalai do Sri Vaishnavismo admira-o além de Swami Ramanuja e Swami Manavala Mamuni. Ele foi um contemporâneo ancião de Vedanta Desika.
Dentre as tradições atuais, destacam-se:
- Sri Vaishnava Sampradaya do sul da Índia.
- Seita Sri Ramanandi, no norte da Índia, possui a maior ordem monástica em toda a Índia.
- Sri Swaminarayan Sampraday de Gujarat.
- Dāmodariya Vaiśņava Sampraday de Assam.